# Gregory Gustina
Gregory Gustina (12 augustus 1973) is een Nederlandse honkballer.
Gustina is werper en gooit en slaat linkshandig. In 2002 en 2003 speelde hij voor PSV uit Eindhoven in de hoofdklasse maar nadat de club zich terugtrok ging hij in 2004 naar Almere '90. In 2005 kwam hij kort uit voor Kinheim uit Haarlem en daarna sinds 2005 voor Neptunus. In 2009 stapte hij over naar Sparta/Feyenoord. Ook kwam hij eerder kort uit voor de Amsterdam Pirates in de hoofdklasse. In 2005 werd Gustina geselecteerd voor het Nederlands honkbalteam. In dat jaar speelde hij mee tijdens het Europees Kampioenschap, waar hij vier wedstrijden speelde en drie innings gooide. Hij kreeg geen enkel punt tegen. Zijn debuutwedstrijd was op zaterdag 9 juli 2005 tijdens de ontmoeting tegen Italië. In september 2005 kwam hij uit tijdens twee duels van het wereldkampioenschap. In maart 2006 nam hij met het team deel aan de World Baseball Classic in Puerto Rico, maar kwam zelf niet in actie. Hij speelde voorafgaand daaraan wel drie oefenwedstrijden mee. Later in 2006 speelde hij wel mee in de European Baseball Series, de Haarlemse Honkbalweek en de Intercontinental Cup. Hierna kwam hij nog in actie tijdens oefenwedstrijden met het team in Noord-Amerika en het World Port Tournament in Rotterdam. In 2006 werd hij niet geselecteerd voor het Europees kampioenschap.